# Pseudocopivaleria sonoma
Pseudocopivaleria sonoma là một loài bướm đêm trong họ Noctuidae.